# Safia Oakley-Green
Safia Grace Oakley-Green (* 2001 in London) ist eine britische Schauspielerin.

## Leben und Karriere
Oakley-Green wurde in London geboren. Später zog sie mit ihrer Familie nach Derbyshire. Sie besuchte eine Television Workshop.
Ihr Debüt gab sie 2021 in dem Kurzfilm Requiem. Im selben Jahr war sie in The Colour Room zu sehen. Anschließend trat sie in der Fernsehserie Sherwood auf. 2022 bekam Oakley-Green in dem Film Out of Darkness eine Hauptrolle. Für ihre Rolle erhielt sie im Dezember 2022 den British Independent Film Award for Breakthrough Performance.
Außerdem wurde sie 2023 für die Serie Extraordinary gecastet. Unter anderem setzte sie ihre Karriere in der zweiten Staffel von The Lazarus Project fort.

## Filmografie
Filme
- 2021: Requiem
- 2021: The Colour Room
- 2022: Out of Darkness
- 2022: She Said

Serien
- 2022: Sherwood
- 2023: Extraordinary
- 2023: The Burning Girls
- 2023: The Lazarus Project